# Jikke Westerink
Jikke Westerink is een Nederlandse journaliste voor Nieuwsuur.
Na het Ichtus College in Kampen studeerde Westerink aan de Universiteit Utrecht communicatie en informatiewetenschappen, criminologie en sociologie. In 2015 sloot ze haar studie research en redactie voor audiovisuele media af aan de Universiteit van Amsterdam.
Als vrijwilligster werkte ze als presentatrice voor Omroep IJsselmond en was zij bestuurslid van de PJ den Hartog Stichting.
Vanaf 2012 assisteerde ze aan de Universiteit Utrecht professoren bij hun wetenschappelijk onderzoek. Na een stageperiode bij het Jeugdjournaal werd ze redacteur bij het NOS Journaal, zowel televisie als online. Vanaf 2020 is Westerink online redacteur bij Nieuwsuur.

## Erkenning
In 2022 verdiende ze met Hoe data-onderzoek geldstromen van artsen blootlegde de journalistieke prijs de Tegel in de categorie Data. Samen met Siebe Sietsma, Anna Pruis en Sjoerd Mouissie, Nour Abdullaa en Lars Boogaard wist zij betalingsconstructies te ontwarren, die regels tegen omkoping van artsen moesten voorkomen.
Daartoe namen zij het transparantieregister voor medisch specialisten onder de loep. In dat register moeten specialisten aangeven wat hun bijverdiensten zijn vanuit de industrie. Dit om de oneigenlijke beïnvloeding van de specialisten door de industrie transparant te maken. Veel artsen bleken betalingen aan hun eigen bedrijven te ontvangen. De onderzoekers wisten de nummers van die bedrijven boven water te krijgen bij de Kamer van Koophandel. Zij combineerden deze nummers met data uit het transparantieregister, het BIG-register, het kadaster en eigen onderzoek. Ziekenhuizen bleken niet op de hoogte te zijn dat dezelfde farmaceuten die aan de cardiologen leverden ook aan het ziekenhuis leverden. De resultaten van het onderzoek leidden ertoe dat minister van Volksgezondheid Ernst Kuipers maatregelen trof die ongewenste beïnvloeding van artsen moesten voorkomen.

## Prijzen
- De Tegel 2022